# كاتاستاريون (زاكينثوس)
كاتاستاريون (Καταστάριον) هي مدينة في زاكينثوس في مقاطعة كينتريكي إلادا في اليونان.
يبلغ عدد سكانها حوالي 1255 نسمة.